# 北東ポルダー
北東ポルダー（ほくとうポルダー オランダ語: Noordoostpolder、[ˈnoːrtˈoːstˌpɔldər] ( 音声ファイル)）は、オランダ中部フレヴォラント州にある干拓地、並びに同名の基礎自治体（ヘメーンテ）を指す。行政の中心地は地域の中央に位置するエメロート（英語）。一帯の旧称はユルク、ウルクラント（英語）とも呼ばれた。

## 歴史
1962年に設立された。

## 自治体
- バント　Bant（オランダ語）
- クレイル（オランダ語版）
- エンス（オランダ語版）
- エスペル（オランダ語版）
- ルッテルヘースト（オランダ語版）
- マルクネッセ（オランダ語版）
- ナーヘレ（オランダ語版）
- ルッテン（オランダ語版）
- トーレベーク（オランダ語版）
- エメロート（オランダ語版）
- クラヒェンブルフ（オランダ語版）
- スホクラント

干拓して新しく村を作ることになったナーヘレ（Nagele）の大規模開発は、当時、近代建築に携わる者が自分のアイデアを実現できる数少ない場所の一つであった。近隣の他の衛星村エメロートは、アールデルフト学校によって伝統の実勢建築様式で建てられた。
立案の1950年代当時に活躍した建築集団デ・アフト・エン・オップバウ（通称De 8）に参加したコーネリアス・ファン・エーステレン、アルド・ファン・アイク、ヘリット・リートフェルトと造園家ミン・ルイス、ウィム・ベルらが設計に携わった。村の現状は設計案と異なっているが、基本コンセプトのいくつかは継承している。
1947年から干拓計画が始まると、とりわけ1949年にエーステレンは新しい村の位置付けに従事。村の開発では、リートフェルトによる初期スケッチに基づいてエーステレンが精緻に確認しており、厳格な法律や都市計画案に基づいて構想された。建築家集団は直線的な建築の擁護者であったため、建物はガラスとコンクリートの開放性と厳密さに平らな屋根というアイデアを入れ、放射状のプランを採用した。
ユルクとSchoklandの中間にあった島は、ザイデル海開発事業で陸続きとなり、1954年に村の開発が始まる。当時の地勢は不明だが、966年の記録にはユルク郊外に「Nakala」という河川が記されている。
ファン・アイクの基本構想は3部からなり、第1にさまざまな社会層が混ざり上下関係と無関係の地域社会、第2に防風林を築いて村内には空間の広がりを演出し、干拓地には目立つ景観をもたらすこと、第3に中心部に広々とした緑地・芝地を置くこと。中心の緑地から放射状に住宅の小さな集合体（ユニット）を配し、村内にスポーツ、生活、仕事と宿泊施設など重要な機能を明確に盛り込んだ。
南北道路で交通を結び、緑地の西に店舗を帯状に配して、どの住宅群からも店との距離をほぼ等距離になるよう、配置されている。
環状道路沿いに北、西、南に7つに区分し住区を設けた。専用のコートヤードを単位として住宅で囲むユニットは、中央の緑地から見ると、干拓地の景観にアクセントを添える。各住戸は主に日照を最大に取り込めるよう、東西方向を軸に建物の正面の位置取りを計算してある。
かつて島だったSchoklandは全域を博物館相当施設に指定した。
南西部に位置するユルクは、島の周りを干拓して地続きになった。別の自治体に属する。

## 地理
北東ポルダーの地誌。2015年6月時点。
麦の耕作、酪農などが盛んである。国から借りた農地が多い。

## 鉄道の駅
この干拓地に鉄道駅はないものの、最寄り駅はオランダ鉄道カンペン駅（英語）、スティーンワイカーラント駅（英語）、レリスタット駅（英語）がある。2012年12月9日以降、レリスタット-ズヴォレ線すなわちハンザ線（英語） (ウィキデータ) の延伸により、ドロンテン駅（英語）、カンペン南駅（英語）が開業しアクセスが向上した。

## UNESCO 世界遺産
北東ポルダー（当域）もしくは近隣でUNESCO 世界遺産に指定された地点は以下のとおり。
- Schoklandとその周辺（当域内）
- D・F・ヴァウダ蒸気揚水ポンプ場（̣̻Ir. D.F. Woudagemaalˌ、行政区分はレムステルラント）。

## 著名な出身者
生まれ年の順、丸カッコ内は生まれ年と出身地。

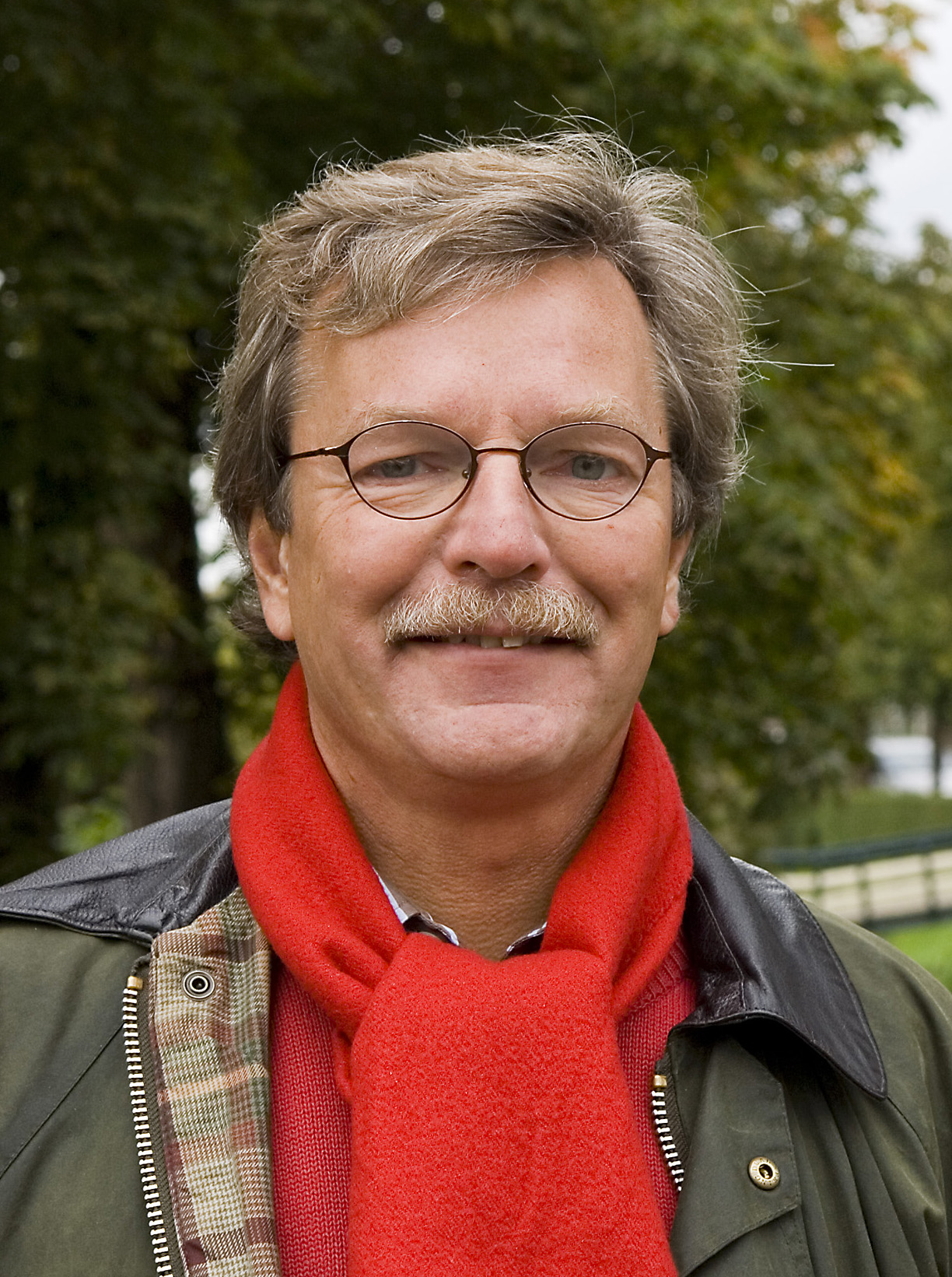
北東ポルター知事

- David T. Runia（1951年、当地域）オランダとオーストラリアの古典学研究者、教育管理者
- Aucke van der Werff（1953年、Schettens) 政治家、北東ポルダー知事（現職）
- Rien van der Velde（1957年、ナヘーレ）政治家
- Stef Blok（1964年、エメロート）会計士、政治家、外務大臣̺（英語）
- Marriët Schuurman（1969年、Creil）現・オランダの人権大使
- Ernst Meisner（1982年、当地域）ダンサー、振付師

### スポーツ界
生まれ年の順、丸カッコ内は生まれ年と出身地。

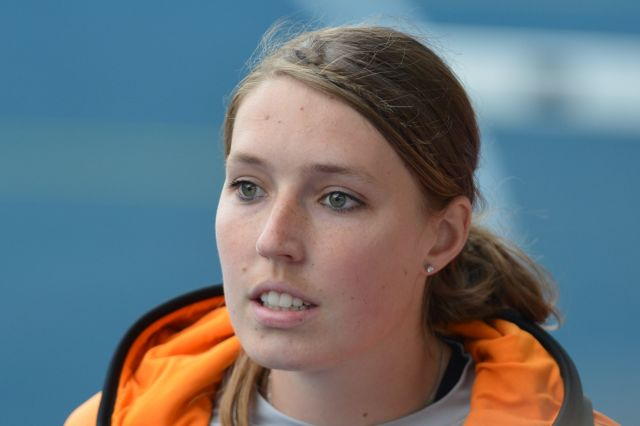
Corinne Nugter（ 2014年）

- アンナマリー・トマス（英語）（1971年、エメロート）スピードスケート選手（引退）[注 2]）

- ロブ・ウィーラールト（英語）（1978年、エメロート）サッカー選手
- ディーデリク・ブール（英語）（1980年、 エメロート）サッカー選手、ゴールキーパー
- Orlando Wirth（1981年、エメロート）サッカー選手
- Tjeerd Korf（1983年、エメロート）元プロサッカー選手
- Corinne Nugter（1992年、エメロート) 陸上選手（砲丸投[注 3]）
- Femke Beuling（1999年、エメロート）スピードスケート選手

### 注
1. ↑  設計案はアイク案にまとまり、8名の建築家は第8回CIAM（英語）に出品する（1956年）。
2. ↑  1996年世界距離別大会金メダリスト（女子1000 m、女子1500 m。
3. ↑  2009年ユース・オリンピックフェスティバル夏季大会の砲丸投げで金メダル。